# Борьба с землей
«Борьба с землей» — 5-метровый рельеф работы Ивана Шадра, созданный в 1923 году. Хранится в Третьяковской галерее.
Изображает группу мужчин, идущих справа налево и с видимым усилием пашущих землю.

## История
Рельеф был создан Шадром в 1923 году для основания неосуществленного фонтана «Штурм земли» на Первой сельскохозяйственной и кустарно-промышленной выставки в Москве.
Это должен был быть центральный фонтан выставки, её символический центр; на его проект был объявлен конкурс, в котором также участвовали С. Т. Конёнков (изобразил сказочного трехглавого дракона, с которым сражались рабочий, крестьянин и красноармеец) и Н. А. Андреев («Женщина в снопах»). Шадр представил на суд жюри три эскиза, причем рельеф «Борьба с землей» должен был являться частью каждого из замыслов скульптора:
1. «Гений человечества»: изображение властелина мира на колеснице прогресса. Шадр описывал проект так: «Молния — мозг человека, авио — плечи человека, механика — руки человека»
2. «Пробуждение России»
3. «Штурм земли». Центральная фигура фонтана — огромная глыба земли, которую пахал тракторист. Высота 11 метров.

Материал, в условиях бедности страны планировался «цемент на железном каркасе, имитированный под гранит».
Все три проекта Шадра победили: два других проекта заняли второе и третье места.
В библиотеке Шадра сохранились материалы для неосуществленной центральной фигуры — брошюра с описанием и схемой трактора, где видны большие колеса, сильно выпирающий, словно вздыбленный, капот. Такую модель хотел создать и скульптор: «Пусть трактор-гигант врежется крестьянину в память, пусть весть о тракторе пройдет по всей широкой Руси, пусть заговорят о нём далекие окраины Олонецкой и Вятской губерний, и пусть выставка будет путеводителем этой идеи!».
Один из друзей скульптора вспоминал о работе над фонтаном: «Делая „Штурм земли“, Шадр был весь в пафосе этой борьбы; он только и говорил о том, как трактор вместе с человеком вспашет целину, как будет изображена бесконечная борьба человека с жизнью». Об этом же свидетельствует и Т. В. Шадр-Иванова: «Весь, с головой, ушел в работу, был постоянно взволнован, даже во время обеда прерывал разговор и что-то записывал, и лишь потом заговаривал снова».
Однако из-за сжатых сроков и отсутствия финансирования фонтан не стали делать, выставка открылась без него.
В итоге это оказалась единственная часть фонтана, которую Шадр не только начертил, но и изваял. Рельеф «Борьба с землей» был выполнен им в гипсе. Он экспонировался самостоятельно и высоко ценился зрителями. Сохранился и графический эскиз.
Позднее Шадр предполагал, что композиция «Штурм земли» в переработанном виде будет поставлена перед Наркоматом земельной промышленности. Сохранилась фотография проекта 1931 года, на ней изображен тракторист, поднимающийся на крутую гору. В собрании Третьяковки находится его работа "В бурю" (инв. СКС-608), которая возможно связана с этим проектом.

### Бронзовая отливка
Сегодня рельеф существует в бронзовой форме, будучи отлит уже после смерти Шадра, последовавшей в 1941 году.
Рельеф был отлит Владимиром Васильевичем Лукьяновым в бронзе в 1959 году — литейщиком, который ещё при жизни Шадра отливал в металле многие его произведения.
Изготовление бронзового рельефа было связано с подготовкой к посмертной выставке Шадра, которая началась после ВОВ. В процессе подготовки выяснилось, что наследие скульптора пришло в плохое состояние и почти утрачено. Занимавшийся выставкой искусствовед Борис Николаевич Федоров вспоминал: «В процессе работы по выявлению наследства Ивана Дмитриевича Шадра мы констатировали утрату ряда произведений. Такая скульптура, как „Штурм земли“, которую мы все знали, которая вошла в историю советской скульптуры, погибла в музее Революции, была разбита на куски и даже куски утеряны». Тогда же выяснилось, что трехметровый «Рабочий» («Металлист»), бывший на Сельскохозяйственной выставке, рассыпался, таким образом, отлив рельефа «Борьба с землей» — единственное сохранившееся свидетельство работы Шадра для Первой сельскохозяйственной и кустарно-промышленной выставки в Москве. Скульптор Владимир Цигаль описывает сложности Лукьянова с изготовлением в своих воспоминаниях.
В 1961 году бронзовый рельеф поступил в собрание Третьяковской галереи.
В 2010-е годы находился под открытым небом в парке «Музеон» у заднего фасада здания ЦДХ.
В 2018 году специалисты ГосНИИРа провели комплексный анализ загрязнений и повреждений рельефа, подготовили детальный план восстановления рельефа и программу реставрационных работ. Также была разработана конструкция для экспонирования произведения. В 2019 году галерея стала разыскивать спонсоров для реставрации.
В 2023 году на монографической выставке Шадра в Третьяковке рельеф не демонстрировался из-за сохранности, вместо него была сделана видеопроекция.
В 2024 году была проведена масштабная реставрация рельефа, благодаря которой проявились его мелкие детали.

## Характеристика
Изображает группу мужчин, идущих справа налево и с видимым усилием пашущих землю.
Как пишет заведующая отделом скульптуры ГТГ Ирина Седова, «произведение представляет собой пример соединения романтической патетики, характерной для творческих интенций И. Шадра, и попытки её воплощения в жизненно убедительной манере. Столь сложное в плане реализации образно-пластическое решение было продиктовано уникальным мироощущением Шадра, которое заключалось в способности осмысливать окружающую действительность сквозь призму мифопоэтического восприятия».
По её словам, невозможно понять смысл рельефа, не сопоставляя его с неосуществленной центральной фигурой фонтана: «Основная идея композиции заключалась в противопоставлении человека-героя, побеждающего землю и обычных крестьян, тщетно пытающихся с ней совладать. Этот замысел в пластическом отношении вылился в своеобразно претворенное традиционное противостояние мира горнего и мира дольнего, сакрального и профанного. Средствами пластики скульптор с большим мастерством разыгрывает некую мистерию, построенную по классическим канонам мифа. Есть супергерой, преодолевающий с помощью супермеханизма — в одиночку! — ту хтоническую силу, с которой безуспешно пытается бороться целая армия простых крестьян, в распоряжении которых находятся незамысловатые орудия труда — мотыга, соха и плуг, предназначенные для обыкновенного человека».
Седова обращает внимание на нависающие над крестьянами низкие своды: «крестьяне буквально загнаны автором в подземный склеп, размеры которого, безусловно, малы для этих мощных жилистых фигур (…) Эти условные стены земляного склепа давят на крестьян, они словно пытаются прорваться сквозь них, но все усилия тщетны. Шадр смело использует приемы пластической гиперболы: широко открытый в крике рот, который вот-вот разорвется, вывернутое наружу плечо, где сочленения костей готовы вспороть кожу. Подчеркнутая экспрессия движений, жестов, поз, мимики персонажей создает ощущение нереальности происходящего. Но, несмотря на подробное изображение движения, эта сцена борьбы с землей не воспринимается как натуралистическое изображение».